# Affinity (álbum)
Affinity es un álbum de estudio del pianista de jazz estadounidense Bill Evans, publicado en 1979 con el músico belga Toots Thielmans. El artista toca un piano eléctrico Fender Rhodes en la mayoría de los temas y es la última vez que usa un piano electrónico en un disco. En la primera grabación del bajista Marc Johnson.

## Crítica
Scott Yanow del sitio web Allmusic le dio tres estrellas de cinco y lo llamó «Excelente música por no decir esencial que Evans generalmente [hace para] anima[r]».

## Lista de canciones
1. «I Do It for Your Love» (Paul Simon) – 7:16
2. «Sno' Peas» (Phil Markowitz) – 5:51
3. «This Is All I Ask» (Gordon Jenkins) – 4:14
4. «Days of Wine and Roses» (Henry Mancini, Johnny Mercer) – 6:40
5. «Jesus' Last Ballad» (Gianni Bedori) – 5:52
6. «Tomato Kiss» (Larry Schneider) – 5:17
7. «The Other Side of Midnight» (Noelle's Theme) (Michel Legrand) – 3:17
8. «Blue in Green» (Miles Davis, Bill Evans) – 4:09
9. «Body & Soul» (Edward Heyman, Robert Sour, Frank Eyton, Johnny Green) – 6:16

## Personal
- Bill Evans – piano, teclado.
- Marc Johnson – bajo.
- Eliot Zigmund – batería.
- Larry Schneider – flauta, saxófono tenor, saxófono soprano.
- Toots Thielemans – armónica

Otros
- Helen Keane – producción.
- Frank Laico – ingeniería.

## Posicionamientos
| Año  | Lista                 | Posición |
| ---- | --------------------- | -------- |
| 1979 | Billboard Jazz Albums | 18       |